# Красногвардійське (Адигея)
Красногварді́йське (рос. Красногварде́йское; адиг. Абатэхьабл) — село, адміністративний центр Красногвардійського району Адигеї та Красногвардійського муніципального округу. Населення — 9 459 осіб (2010).

## Розташування
Село розташоване на східному березі Краснодарського водосховища, за 70 км на північ від Майкопу. Найближчі залізничні станції розташовані в Усть-Лабінську (8 км) і Бєлорєченську (45 км).